# 2010년 아시안 게임 태권도 실격 판정 논란
2010년 아시안 게임 태권도 실격 판정 논란은 2010년 아시안 게임 태권도에서 중화민국의 양수쥔 선수가 태권도 경기 첫날 11월 17일에 열린 여자 -49kg급 예선 1차전 경기에서 베트남의 부티하우 선수를 9:0이라는 압도적인 점수차로 이기고 있다가 경기 종료 12초를 남기고 필리핀 출신 주심이 양수쥔을 실격패 처리하면서 일어난 논란을 말한다. 당시 필리핀 주심은 양수쥔 선수가 규정에 어긋난 발뒷꿈치 센서를 착용했기 때문에 양수쥔의 실격패를 선언했다.
양수쥔의 실격패를 계기로 타이완에서는 반한 감정이 거세게 일어났다. 특히 중화민국 국민들은 K-pop과 삼성 등 대한민국의 제품이나 가수, 노래 등을 보이콧하는 한편 태극기(대한민국의 국기)를 불태우고 타이베이 한국학교에 달걀을 투척하고 대한민국 제품 불매 운동에 나서는 등 반한 감정을 노골적으로 드러냈으며 아시아 태권도 연맹 홈페이지가 타이완계 네티즌에 의해 해킹당하기도 하였다. 한편 대한민국 외교통상부는 이에 대처하여 타이베이 주재 대한민국 대표부에 태권도 판정이 대한민국과 무관하다는 입장을 전하고 필요할 경우 중화민국 정부에 대해 유감을 표명하도록 했다. 양수쥔 선수는 11월 27일 SBS와의 인터뷰에서 국민들을 대신해 사과한다는 입장을 전했으며 중화민국의 마잉주 총통은 국민들에게 이 실격 판정과 대한민국은 무관하다고 밝히기도 하였다.
세계 태권도 연맹은 2010년 12월 22일에 열린 상벌위원회에서 양수쥔 선수에게는 3개월 출전 금지 징계를, 류충다 코치에게는 20개월 자격 정지 처분을 내렸으며 타이완 태권도 협회는 2011년 1월 31일까지 세계 태권도 연맹에 벌금 5만 달러를 내도록 하는 내용의 징계를 내렸다.

## 같이 보기
- 양수쥔
- 2010년 아시안 게임 태권도
- 2010년 아시안 게임 차이니스 타이베이 선수단
- 아시아 태권도 연맹
- 세계 태권도 연맹
- 반한 감정